# Frank John Hughes
Frank John Hughes (* 11. November 1967 in New York City, New York) ist ein US-amerikanischer Schauspieler. Er wurde durch die Darstellung des „Wild Bill“ Guarnere in der HBO-Miniserie Band of Brothers – Wir waren wie Brüder und seiner Rolle als Tom Fox in Catch Me If You Can bekannt.

## Leben und Werk
Frank John Hughes studierte Jazz-Komposition am Berklee College of Music in Boston, bevor er im Jahre 1991 sein Debüt vor der Kamera in Robert Celestinos True Convictions gab. Danach folgten Auftritte in Filmen wie Lonely in America, Das Begräbnis, Layin’ Low, Mr. Vincent und Steven Spielbergs Kinofilm Catch Me If You Can. Für seine Darstellung in Anacardium (2001) gewann er den „Best Actor“-Award beim New York Filmfestival. Hughes wirkt auch in zahlreichen Fernsehserien mit, so auch in Monk, Boomtown, Without a Trace – Spurlos verschwunden, Die Sopranos und 24, 
Große internationale Anerkennung brachte ihm vor allem seine Rolle in Band of Brothers – Wir waren wie Brüder (2001) ein. Darin verkörpert er William „Wild Bill“ Guarnere, Sergeant der Easy Company, 101. Airborne Division. Er setzte sich intensiv mit dessen Biographie auseinander, führte stundenlange Telefongespräche mit William Guarnere und eignete sich seinen Dialekt an. In Guarneres Autobiographie „Brothers in Battle, best of Friends“ schrieb Hughes den Epilog des Buches über seine Erfahrungen, die er während der Dreharbeiten gemacht hatte.
2008 war Frank John Hughes an der Seite von Robert De Niro und Al Pacino in Kurzer Prozess – Righteous Kill zu sehen.

## Filmographie (Auswahl)
- 1990: Lonely in America
- 1991: True Convictions
- 1995: Bad Boys – Harte Jungs
- 1995: Homicide (Fernsehserie, Folgen 4x01–4x02)
- 1996: Layin’ Low
- 1996: Viper (Fernsehserie, Folge 1x05)
- 1996: Das Begräbnis (The Funeral)
- 1997: Mr. Vincent
- 1997–1998: Players (Fernsehserie, 18 Folgen)
- 1999: JAG – Im Auftrag der Ehre (JAG, Fernsehserie, Folge 5x06)
- 1999: Sliders – Das Tor in eine fremde Dimension (Sliders, Fernsehserie, Folge 5x15)
- 1999: Ein hoffnungsvoller Nachwuchskiller (Angel's Dance)
- 2000: Robbers
- 2001: Anacardium
- 2001: Band of Brothers – Wir waren wie Brüder (Miniserie, sieben Folgen)
- 2002: Big Shot – Wie das Leben so spielt (Big Shot: Confessions of a Campus Bookie)
- 2002: The Guardian – Retter mit Herz (The Guardian, Fernsehserie, Folgen 2x02, 2x10)
- 2002: Catch Me If You Can
- 2003: Monk (Fernsehserie, Folge 2x07)
- 2003: Boomtown (Fernsehserie, zwei Folgen)
- 2003: Without a Trace – Spurlos verschwunden (Without a Trace, Fernsehserie, Folge 1x21)
- 2004–2005: LAX (Fernsehserie, 13 Folgen)
- 2006: Three Strikes
- 2006: The Path to 9/11 – Wege des Terrors (The Path to 9/11)
- 2007: Die Sopranos (The Sopranos, Fernsehserie, fünf Folgen)
- 2007: Criminal Intent – Verbrechen im Visier (Criminal Intent, Fernsehserie, Folge 7x03)
- 2007: Kings of South Beach
- 2008: Yonkers Joe
- 2008: Navy CIS (NCIS, Fernsehserie, 5x17)
- 2008: Kurzer Prozess – Righteous Kill (Righteous Kill)
- 2009–2010: 24 (Fernsehserie, 24 Folgen)
- 2010: Criminal Minds (Fernsehserie, Folge 5x15)
- 2012: Justified (Fernsehserie, Folge 3x02)
- 2022: The Offer (Fernsehserie, vier Folgen)